# Майлз Чемлі-Вотсон
Майлз Чемлі-Вотсон (англ. Miles Chamley-Watson; нар. 3 грудня 1989 року, Лондон, Велика Британія) — американський фехтувальник на рапірах, бронзовий призер Олімпійських ігор 2016 року в командній рапірі, чемпіон світу.

## Виступи на Олімпіадах
| Олімпіада   | Дисципліна           | Місце |
| ----------- | -------------------- | ----- |
| Лондон 2012 | індивідуальна рапіра | 25    |
| Лондон 2012 | командна рапіра      | 4     |
| Ріо 2016    | індивідуальна рапіра | 19    |
| Ріо 2016    | командна рапіра      | 3     |